# 小行星6296
小行星6296（英語：6296 Cleveland）是一颗围绕太阳公转的小行星。1988年7月12日，埃莉諾·赫琳在帕洛马山发现了此天体。
这颗小行星的绝对星等为36.64214932189962等。